# Maša Haľamová

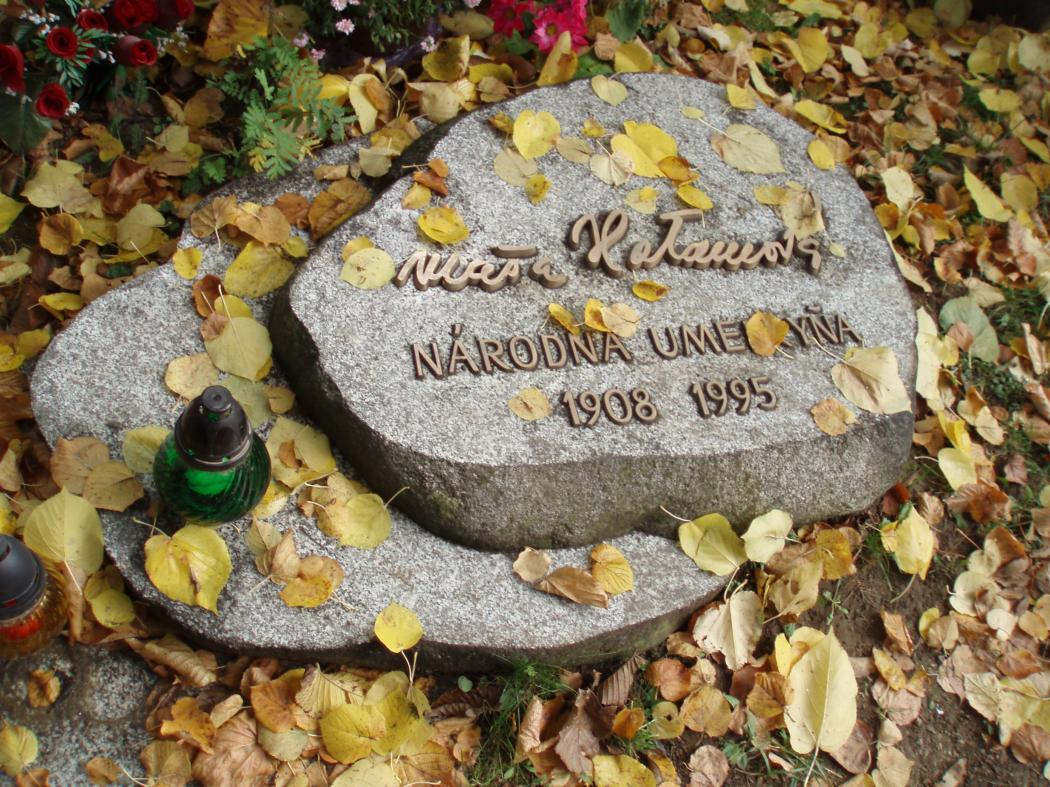
Mormântul scriitoarei Maša Haľamová aflat în cimitirul național din Martin

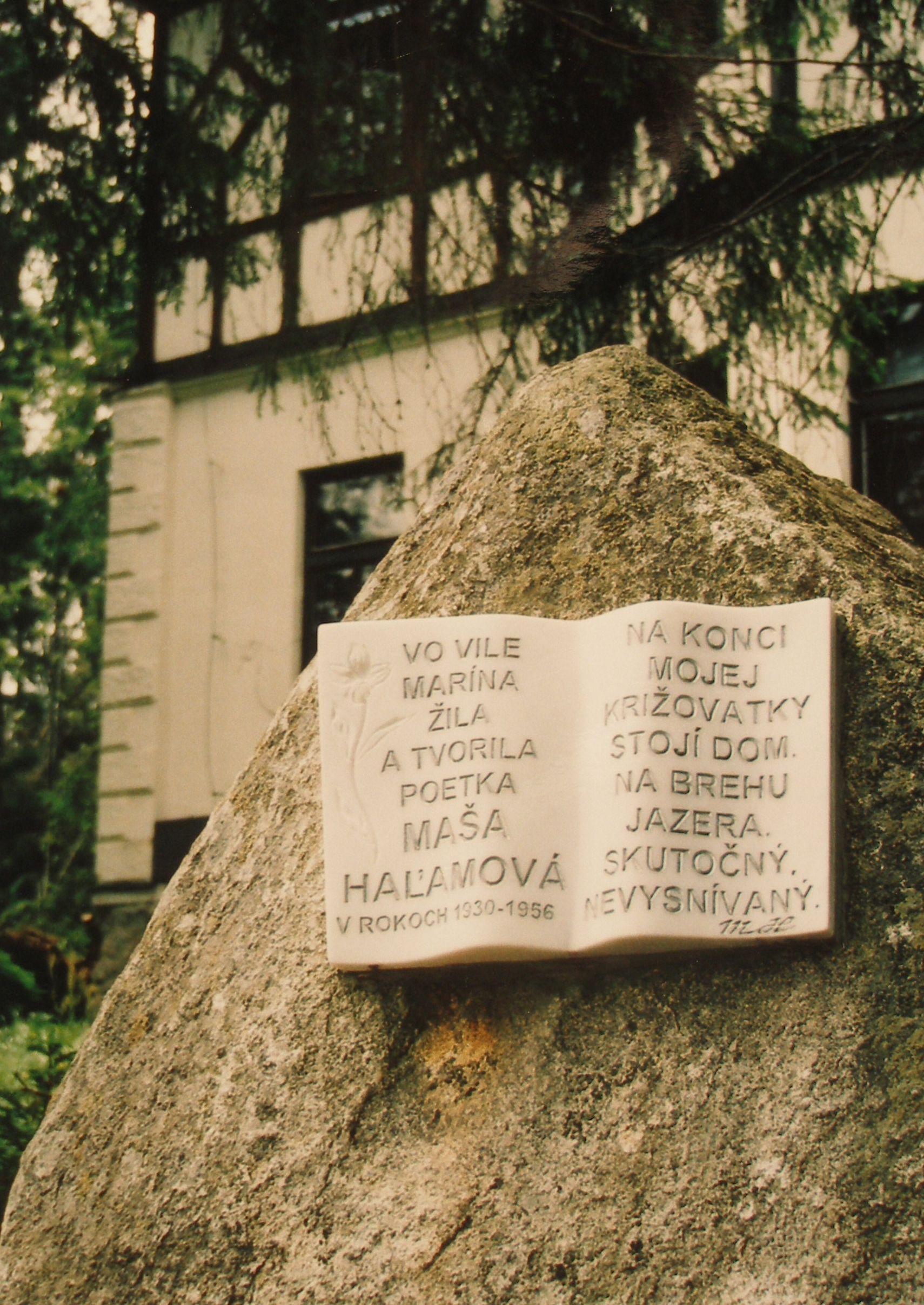
Monumentul de la Štrbskom Plese

Maša Haľamová (n. 28 august 1908, Blatnica, Žilinský kraj, Slovacia – d. 17 iulie 1995, Bratislava, Slovacia) a fost o scriitoare slovacă. Ea a fost o reprezentantă de seamă a poeziei interbelice slovace, ale cărei lucrări se caracterizează prin experiențe emoționale profunde.

## Biografie
Maša Haľamová s-a născut la 28 august 1908  în Blatnica, Austro-Ungaria,  Regiunea Turiec din centrul Slovaciei, într-o familie de comercianți și a studiat în Martin, Regiunea Žilina. A urmat școli superioare în Martin și Bratislava, unde a absolvit în 1925. A fost crescută de scriitoarea Oľga Textorisová după moartea prematură a mamei sale. După absolvire a lucrat ca funcționar în Vysoké Tatry (Tatra mare), unde a trăit timp de 30 de ani. Ea a fost o schioare excelentă și a fost cel mai tânăr campion mondial la Štrbské Pleso în 1935. S-a căsătorit cu medicul Jan Pullman și a trăit în Vysoké Tatry până la moartea prematură a soțului său în 1956. În 1957- 58 a lucrat în Martin ca editor al publicației Osveta și de acolo a mers la Bratislava, unde a lucrat până în 1973, a ieșit la pensie ca redactor al editurii Mladé letá (Editura slovacă de cărți pentru copii). A murit la Bratislava, dar a fost îngropată în Cimitirul Național din Martin.

## Premii
În 1968  a primit titlul de Artist Emerit, un titlu onorific care a fost stabilit prin Ordinul Guvernului nr. 55/1953 din 3 iunie 1953 pentru lucrătorii  deosebit de merituoși din domeniul artelor.
În 1983  a primit titlul de Artist Național,  un titlu onorific stabilit prin Actul Adunării Naționale a Republicii Cehoslovace din 20 aprilie 1948.

## Lucrări scrise

### Poezie
- 1928 – Dar
- 1932 – Červený mak
- 1966 – Smrť tvoju žijem[4]

### Proză pentru copii și tineri
- 1957 – Svrček a mravci
- 1962 – Mechúrik Košťúrik s kamarátmi
- 1965 – Petrišorka
- 1966 – Hodinky, leporelo
- 1976 – O sýkorke z kokosového domčeka[4]

### Eseuri
- 1988 – Vyznania
- 1988 – Vzácnejšia než zlato
- 1993 – Čriepky (ilustrator Mikuláš Galanda)
- 2001 – Tatranské listy[4]

### Traduceri de lucrări pentru copii și tineri
- 1968 – Ivan Olbracht: Biblické príbehy
- 1971 – Jan Drda: Zabudnutý čert[4]

## Vezi și
- Listă de scriitori slovaci
- Oľga Textorisová